# Phytosus
Phytosus is een geslacht van kevers uit de familie van de kortschildkevers (Staphylinidae).

## Soorten
- Phytosus (Actosus) andalusiaensis Haghebaert, 1993
- Phytosus (Actosus) balticus Kraatz, 1859
- Phytosus (Phytosus) caribeanus Haghebaert, 1993
- Phytosus (Phytosus) fenyesi (Bernhauer, 1915)
- Phytosus (Actosus) holtzi Bernhauer, 1935
- Phytosus (Actosus) nigriventris (Chevrolat, 1843)
- Phytosus (Actosus) schatzmayri Bernhauer, 1941
- Phytosus (Phytosus) spinifer (Curtis, 1838)